# 定在波レーダー
定在波レーダー（ていざいはレーダー、Standing Wave Radar）は、定在波を使用したレーダーで観測対象との相対的な距離を精密に計測する事のできるレーダーである。近年ではモノリシックマイクロ波集積回路(MMIC)によってモジュール化されており、この技術を応用した見守りセンサー等様々な用途に向けて開発が進められている。

## 概要
1998年に特許が出願された。相対変位の計測分解能が10μmと類似の目的の他のレーダーよりも高い。ドップラー・レーダーとは異なり、相対的な変位量だけでなく絶対的な距離を測定できる。距離0mから測距可能とされる。